# Manuel Fernandes Távora
Manuel do Nascimento Fernandes Távora (Jaguaribe, 21 de março de 1877 - Fortaleza, 23 de setembro de 1973) foi um médico, farmacêutico, jornalista, professor, escritor e político brasileiro.

## Biografia
Nasceu na fazenda Embargo, na então vila de Jaguaribe-Mirim, filho de Joaquim Antônio do Nascimento e de Clara Fernandes da Silva Távora. Pelo lado materno era sobrinho do monsenhor Antônio Távora, do bispo Dom Carloto Távora, do desembargador Elisiário Távora e do advogado Belisário Távora. Entre seus irmãos estão Ademar Távora, Joaquim Távora e Juarez Távora.
Fez os estudos primários em escolas da região e no Seminário Menor de São José, do Crato, e os preparatórios no Instituto de Humanidades Monsenhor Salazar e Liceu do Ceará, em Fortaleza, e Instituto Benjamin Constant e curso anexo à Faculdade de Direito, em Recife.
Foi casado com dona Carlota Augusta, pertencente à família Caracas de Baturité, antiga Vila Real de Monte-mor o Novo d'América, neta do capitão José Pacífico da Costa Caracas (Capitão Caracas), o fundador da família.

## Trajetória na medicina
Cursou o primeiro ano da Faculdade de Medicina da Bahia, no curso de farmácia, e os demais no Rio de Janeiro, doutorando-se em medicina no ano de 1902. Ainda quando estudante, em 1900, foi convidado pelo professor Eduardo Chapot Prévost para auxiliar nos trabalhos microscópicos que o mesmo professor em companhia dos doutores Figueiredo Rodrigues e Hernani Pinto executava sobre o carbúnculo, que então infectava o gado e os campos de Santa Cruz. 
Logo depois de formado voltou ao Ceará e clinicou durante o ano de 1903 no Crato. Entre 1904 e 1916 radicou-se na Amazônia, empregando seus serviços no rio Juruá e afluentes. Durante esse período foi duas vezes à Europa e especializou-se em otorrinolaringologia. Estabeleceu-se, depois, em Fortaleza, e foi professor do Colégio Militar.

## Trajetória no jornalismo
Como jornalista, escreveu em jornais no Amazonas, no Acre e no Pará. No Ceará, em 1921, fundou A Tribuna, que fazia oposição ferrenha ao governo de Artur Bernardes. O periódico foi publicado até agosto de 1924.

## Trajetória na política
Na política foi afiliado nos partidos: Partido Democrático Cearense (PDC), Partido Republicano Cearense (PRC) e União Democrática Nacional (UDN). Na UDN foi um dos fundadores e seu primeiro presidente.
Foi deputado estadual entre 1913 a 1914 e de 1917 a 1919. Foi chefe civil da revolução de 1930, tornando-se, assim, interventor do Ceará em 1930. Também foi deputado constituinte e deputado federal, além de senador em dois mandatos, entre 1943 e 1963.

## Obra
Publicou numerosos trabalhos de natureza médica e parlamentar, e ainda, os seguintes: 
- Considerações sobre o Estado Mental do Padre Cícero, (1943);
- Joaquim Távora: A Alma da Revolução, (1944);
- Conquistadores do Deserto Verde, (1952);
- Personalidade Moral e Cívica do Padre Ibiapina, (1952);
- O Nordeste e o Brasil, (1957);
- Perspectivas e Visões do Marrocos, (1958);
- Algo de Minha Vida, (1961),
- Idéias e Perfis, (1967).

## Distinções e homenagens
- Sócio efetivo e Presidente de Honra do Instituto do Ceará,[9]
- Titular da cadeira n° 8 da Academia Cearense de Letras. (patrono: Domingos Olímpio); .[10]
- Presidente do Centro Médico Cearense e da Sociedade dos Amigos de Alberto Torres (Rio de Janeiro),